# Casas de Don Antonio
Casas de Don Antonio là một đô thị trong tỉnh Cáceres, Tây Ban Nha. Đô thị này có diện tích là 31 ki-lô-mét vuông, dân số năm 2009 là 213 người với mật độ 6,87 người/km². Đô thị này có cự ly 27 km so với tỉnh lỵ Cáceres.